# Józef Bartel
Józef Bartel (ur. 24 października 1894 w Czersku, zm. 7 lutego 1955 w Dobrczu) – polski duchowny rzymskokatolicki, nauczyciel, kierownik organizacji „Pomoc Polakom” przekształconej na „Polska Żyje”, komendant okręgu morskiego Tajnej Organizacji Wojskowej „Gryf Pomorski”.

## Życiorys
Urodził się w rodzinie Józefa (z zawodu listonosza) i Klary z domu Mrozińskiej. Uczęszczał do szkoły powszechnej w Czersku i Collegium Marianum w Pelplinie. Maturę uzyskał w gimnazjum w Nakle nad Notecią w 1915. W 1916 powołany do Armii Cesarstwa Niemieckiego, gdzie służył do zakończenia pierwszej wojny światowej.
W 1919 wstąpił do Seminarium Duchownego w Pelplinie. W 1923 otrzymał święcenia kapłańskie i został wikariuszem w Kościerzynie, a następnie w Wąbrzeźnie. Od 1926 był prefektem i nauczycielem w Ośrodku Szkolno-Wychowawczego dla Głuchoniemych w Wejherowie, a od 1933 został tam kierownikiem.
We wrześniu 1939 został współpracownikiem ks. Edmunda Roszczynialskiego, który stworzył nieformalną grupę Pomoc Polakom mającą nieść pomoc Polakom w trudnej sytuacji ze względu na prześladowania i trwającą wojnę. Po aresztowaniu 25 września 1939 i rozstrzelaniu w Cewicach koło Lęborka ks. Roszczynialskiego kierownictwo grupy przejął ks. Bartel. Początkowo zawiesił on działalność organizacji ze względów bezpieczeństwa, by z początkiem grudnia tego roku ją wznowić. Ksiądz Bartel rozszerzył zakres funkcjonowania organizacji o działania o charakterze wojskowymi i informacyjno-propagandowym. W końcu grudnia 1939 nawiązał kontakt z Komendą Obrońców Polski (KOP) nastąpiła też zmiana organizacji z Pomoc Polakom na Polska Żyje zapożyczoną od KOP. Ks. Bartel od połowy 1941 utrzymywał kontakty z emisariuszami Okręgowej Delegatury Rządu na Okręg Pomorski. W 1942 w czerwcu po negocjacjach z przedstawicielami TOW Gryf Pomorski przyłączył się do tej organizacji.
W maju 1943 został aresztowany i był przetrzymywany w Wejherowie, a następnie w areszcie śledczym gestapo w Gdańsku. Dnia 1 listopada 1943 po śledztwie został umieszczony w obozie Stutthof z nr 26327. W 1944 został przeniesiony do KL Mauthausen. Włączył się tam w działalność obozowego ruchu oporu. Sporządzał wykazy zamordowanych co miało być informacją dla rodzin tych, co nie przeżyli, oraz dowodem zbrodni niemieckich. Po wyzwoleniu obozu w maju 1945 powrócił do kraju.
Po powrocie ponownie zajął się pracą duszpasterską. Był administratorem parafii w Dobrczu pow. bydgoski, następnie wizytatorem nauki religii w zakładach specjalnych oraz duszpasterzem głuchoniemych. Od marca 1951 został kapelanem więziennym w Fordonie. Zmarł 7 lutego 1955 w Dobrczu i został pochowany na cmentarzu przykościelnym.
W 1938 roku - w czasie, gdy był kierownikiem Krajowego Zakładu dla Głuchoniemych w Wejherowie - otrzymał Złoty Krzyż Zasługi. Ponadto postanowieniem Prezydenta RP Bolesława Bieruta z 17 czerwca 1950, na wniosek Zarządu Głównego Związku Bojowników o Wolność i Demokrację, został odznaczony Krzyżem Kawalerskim Orderu Odrodzenia Polski za zasługi w pracy społecznej.